# الپین، بخش دکالب، آلاباما
الپین، بخش دکالب، الاباما (به انگلیسی: Alpine, DeKalb County, Alabama) یک منطقهٔ مسکونی در ایالات متحده آمریکا است که در شهرستان دیکلب واقع شده‌است.

## خصوصیات
الپین ۴۴۹٫۸۹ متر بالاتر از سطح دریا واقع شده‌است.